# Stadion Miejski w Policach
Stadion Miejski w Policach – stadion sportowy w Policach, w Polsce. Obiekt może pomieścić 2795 widzów. Swoje spotkania rozgrywają na nim piłkarze klubu KP Chemik Police (w latach 80. i 90. XX wieku zespół ten występował na drugim poziomie rozgrywkowym). Stadion ten należy do OSiR-u Police. Obok stadionu znajduje się drugie boisko trawiaste z oświetleniem. Za wieżą znajduje się boisko typu „orlik” ze sztuczną nawierzchnią. Chemik Police powstał w 1968 roku.